# 細野幸子
細野 幸子（ほその さちこ、1942年9月 - ）は、日本の詩人。東京都出身。

## 来歴
詩誌「北国帯」同人、「木々」元同人として、繊細で美しい抒情詩を創作している女性詩人。その詩は、歌曲・合唱曲として演奏されている。

## 書籍

### 詩集
- 第一詩集『ガラスの椅子』(1990年8月、北国帯)
- 第二詩集『三角公園で』(1994年11月、あぜん書房)
- 第三詩集『あの日の風に吹かれて』(2002年4月、あぜん書房)

## 歌曲・合唱曲
- 「あばら家」(まほらま会・横山裕美子により作曲、1989年、歌曲として初演。(詩集『ガラスの椅子』収録詩))
- 「洋梨」(東京芸術大学大学院・橋本剛により作曲、1998年、合唱曲として初演。(詩集『ガラスの椅子』収録詩))